# Karl Egon von Reitzenstein
Karl Egon von Reitzenstein (ur. 10 kwietnia 1873 w Pawłowicach, zm. 18 listopada 1924 w Pielgrzymowicach) – niemiecki właściciel ziemski z Górnego Śląska, poseł na Sejm Śląski I kadencji w II RP.

## Życiorys
Był właścicielem majątku w Pielgrzymowicach. W latach 1908–1914 pełnił obowiązki posła do landtagu w Berlinie. Po przyłączeniu wschodniej części Górnego Śląska do Polski w 1922 stanął na czele Volksbundu. Był członkiem Deutsche Partei, z ramienia której wybrano go posłem do Sejmu Śląskiego z okręgu Pszczyna-Cieszyn. Zasiadał w Komisji Rolnictwa. Mandat sprawował do śmierci. Nowym posłem z listy DP został Georg Schnür (rolnik z Cieszyńskiego).